# Alexandra von Schleinitz
Alexandra von Schleinitz (* 5. September 1842 in Merseburg; † 14. Februar 1901 in Meran) war eine deutsche Schriftstellerin.

## Leben
Sie war die Tochter des preußischen Regierungspräsidenten Julius von Schleinitz. Sie studierte 1871–72 an der philosophischen Fakultät der Universität Zürich. Bereits vorher hatte sie zu schreiben und zu publizieren begonnen. In ihrer Schrift gegen die antisemitische Aufsatzsammlung Israel und die Gojim plädierte sie für Toleranz, Humanität und eine liberale Grundhaltung gegenüber den Juden. Ab 1876 lebte sie mit ihrer Mutter und ihrer Schwester in Meran. Sie war eine Verehrerin Richard Wagners, über dessen Parsifal und Tannhäuser sie Monographien veröffentlichte. Im Jahre 1893 trat sie zum Katholizismus über.

## Werke (Auswahl)
- Eichenblätter. Sechs Lieder. 1870.[2]
- Aus großer Zeit. Vaterländische Gedichte. Lindau 1871.[3]
- Offener Brief einer Studirenden an die Gegner der „Studentinnen“ unter den Studenten und Berichtigung dieses Schreibens. Orell & Füssli, Zürich 1872. (Digitalisat)
- Sollen wir der Königin Louise ein Denkmal errichten? Eine zeitgemässe Frage. Pormetter, Berlin 1876. (Digitalisat)
- An die Judenverfolger! Zur Entgegnung auf das Buch „Israel und die Gojim“. Stuhr, Berlin 1881. (Digitalisat)
- Das Bayreuther Bühnenweihfestspiel. Erläuterungen zur Parsivalsage und zum Gralmythus. Stuhr, Berlin 1882. (2. Aufl.: Wagners Parsifal, 1894)
- Pergamentblätter. Erzählende Gedichte aus Geschichte, Legende und Sage. Huttler, Augsburg 1887.
- Wagner’s Tannhäuser und Sängerkrieg auf der Wartburg. Sage, Dichtung und Geschichte. Ellmenreich, Meran 1891. (Digitalisat)
- Lieder eines Suchenden. Ein Cyklus von Gedichten. Borstell & Reimarus, Berlin 1895.